# Конти, Стефано
Стефано Конти (Stefano de Normandis dei Conti, также известный как просто Stefano; Stephanus (de Normandis); Stephen de Normandis dei Conti; Stefano Normandi; S[tephen] Romanus [de Normandis], его фамилию также пишут как Conti или Fitzcourt) — католический церковный деятель XIII века. На консистории в начале 1216 года был провозглашен кардиналом-дьяконом с титулом церкви Сант-Адриана. В 1228 году стал кардиналом-священником с титулом церкви Санта-Мария-ин-Трастевере. Участвовал в выборах папы 1216 (Гонорий III), 1227 (Григорий IX), 1241 (Целестин IV) и 1243 (Иннокентий IV) годов.